# Oncosclera gilsoni
Oncosclera gilsoni är en svampdjursart som först beskrevs av Topsent 1912.  Oncosclera gilsoni ingår i släktet Oncosclera och familjen Potamolepiidae. Inga underarter finns listade i Catalogue of Life.